# Маерская Виска
Маерская Виска (в верховье ручей Нижнемаерский) — река в России, протекает по Республике Коми. Устье реки находится в 2 км по левому берегу реки Чёрный Ручей. Длина реки составляет 42 км.
Протекает через озеро Верхнее Маерское на высоте 41,3 м, а затем через озеро Нижнее Маерское.

## Данные водного реестра
По данным государственного водного реестра России относится к Двинско-Печорскому бассейновому округу, водохозяйственный участок реки — Печора от водомерного поста Усть-Цильма и до устья, речной подбассейн реки — бассейны притоков Печоры ниже впадения Усы. Речной бассейн реки — Печора.
По данным геоинформационной системы водохозяйственного районирования территории РФ, подготовленной Федеральным агентством водных ресурсов:
- Код водного объекта в государственном водном реестре — 03050300212103000081830
- Код по гидрологической изученности (ГИ) — 103008183
- Код бассейна — 03.05.03.002
- Номер тома по ГИ — 03
- Выпуск по ГИ — 0